# أردواز

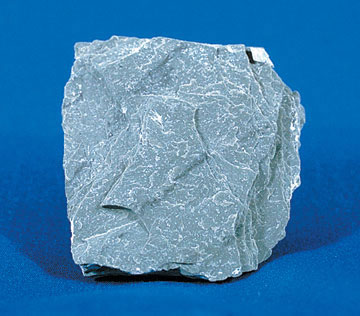
حجر السجيل

الأردواز أو الإردواز أو السَّبُّور أو حجر سجيل (بالإنجليزية: Slate)‏ هو صخر صفائحي، أو حبيبات من الصخر المرقق، وهو نوع من الصخور المتحولة، تكونت من الطين، أو من الرماد البركاني، عبر ملايين السنين. والنتيجة هي صخور مرققة كأوراق الشجر . في كثير من الأحيان رمادي اللون. نستخدمه في صناعة ألواح الأردواز . وفي المناطق الأوروبية التي يكثر فيها يستخدم كألواح منتظمة لتغطية أسقف المنازل، وأحياناً يغطى مبنى البيت كله منها.
من نوع حجر السجيل يوجد سجيل زيتي وهو مادة صلبة تحتوي بذاتها على مواد عضوية نباتية وحيوانية تسمى الكيروجين، ويتحول بالتسخين إلى نفط غير تقليدي. يدخل في تركيب السجيل الزيتي معظم مكونات النفط بدءاً من الغاز وانتهاءً بالبيتومين، معتبراً أنه من أهم البدائل المستقبلية لإنتاج الطاقة وقيام الصناعات البتروكيماوية.
يوجد السجيل النفطي في الولايات المتحدة وفي كندا ويستخرج منه النفط والغاز الطبيعي.

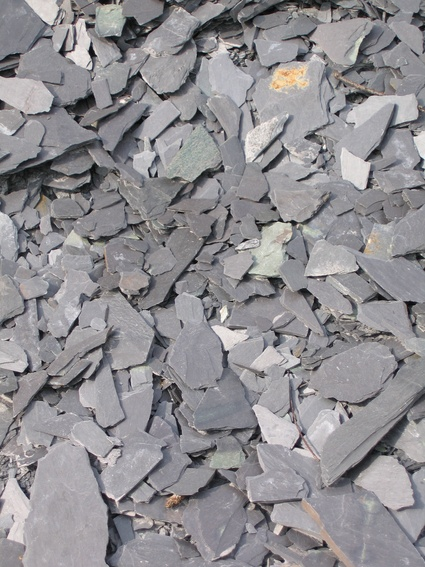
بقايا حجر الاردوازيا

## معرض صور

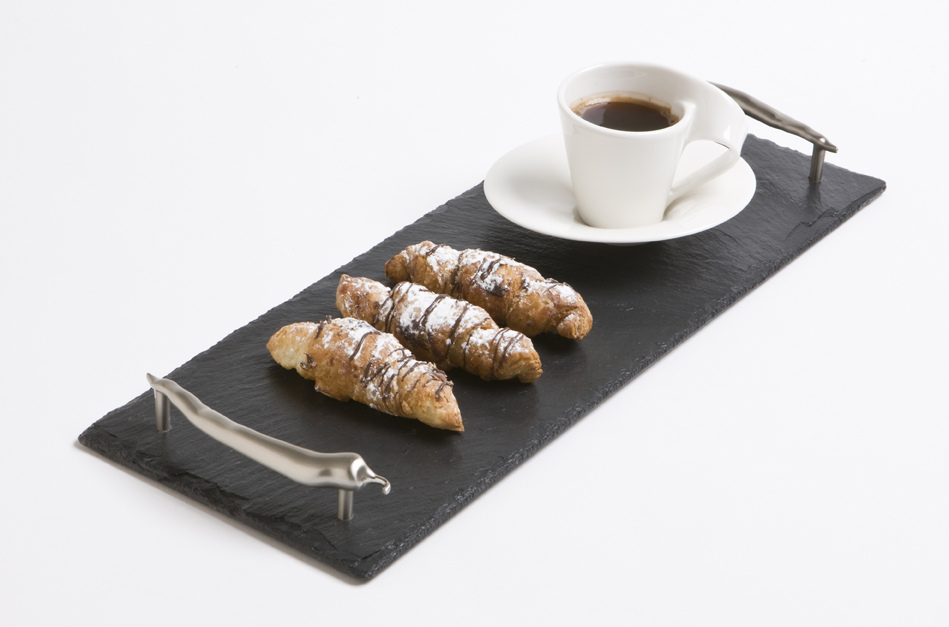
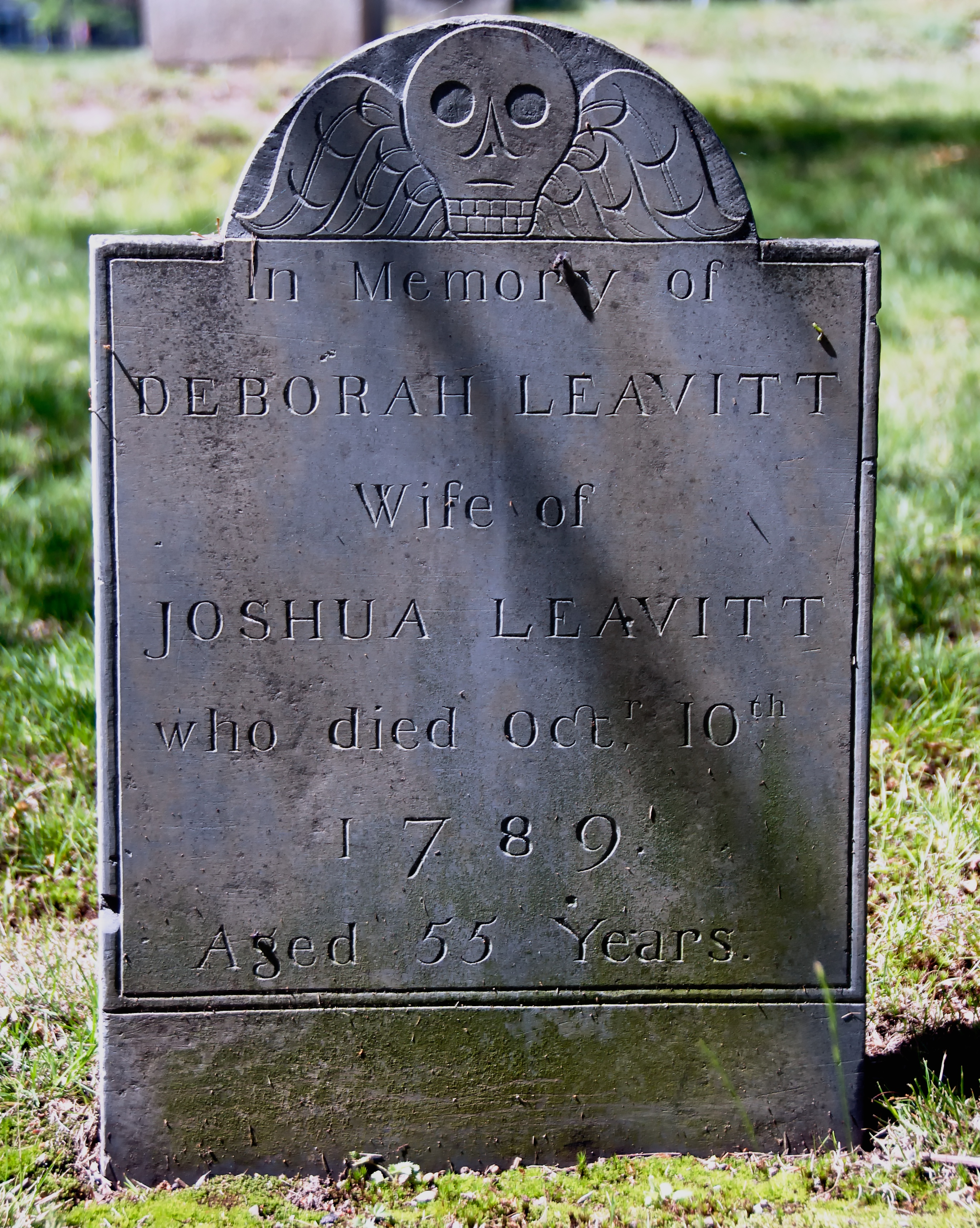
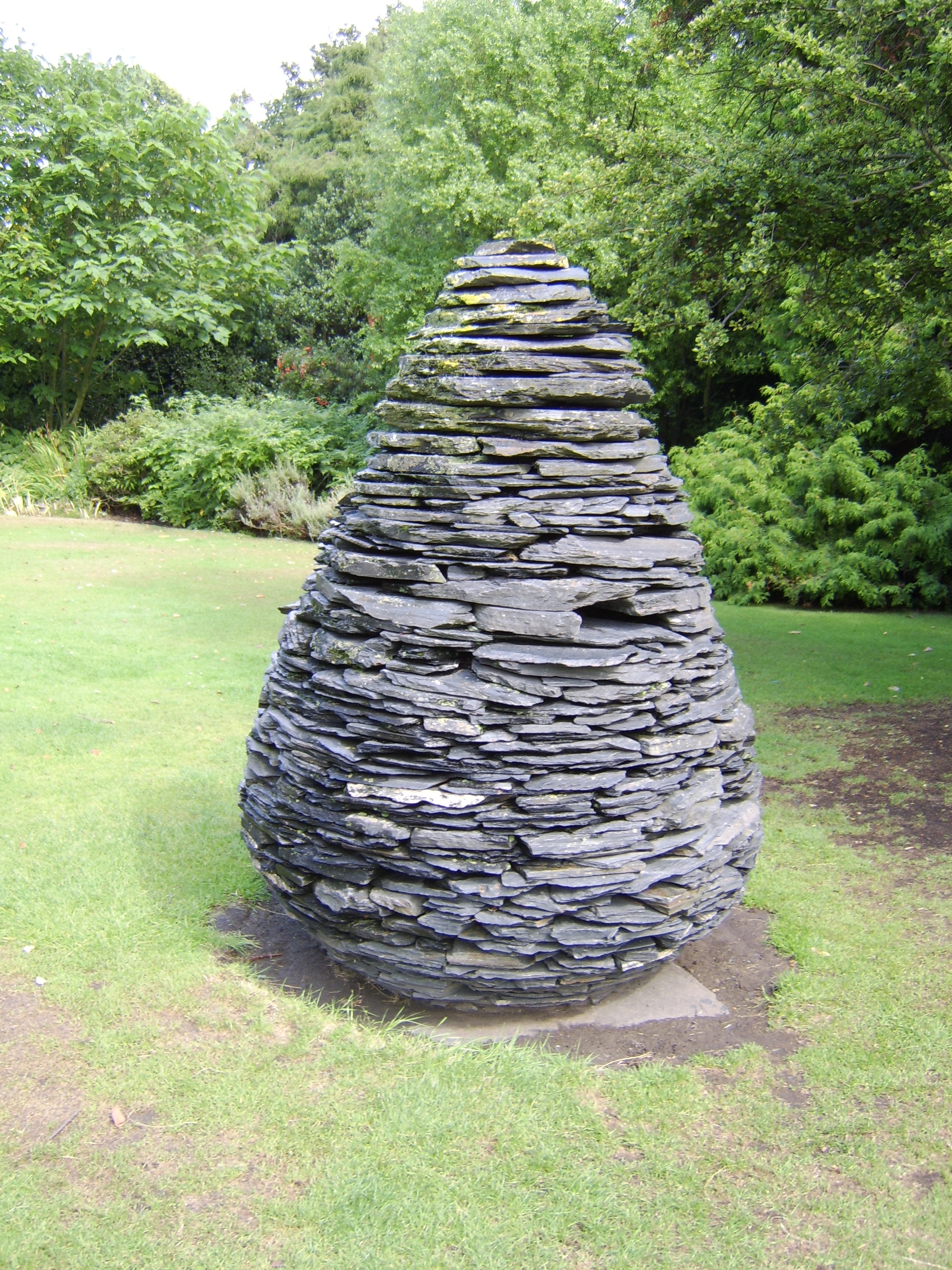
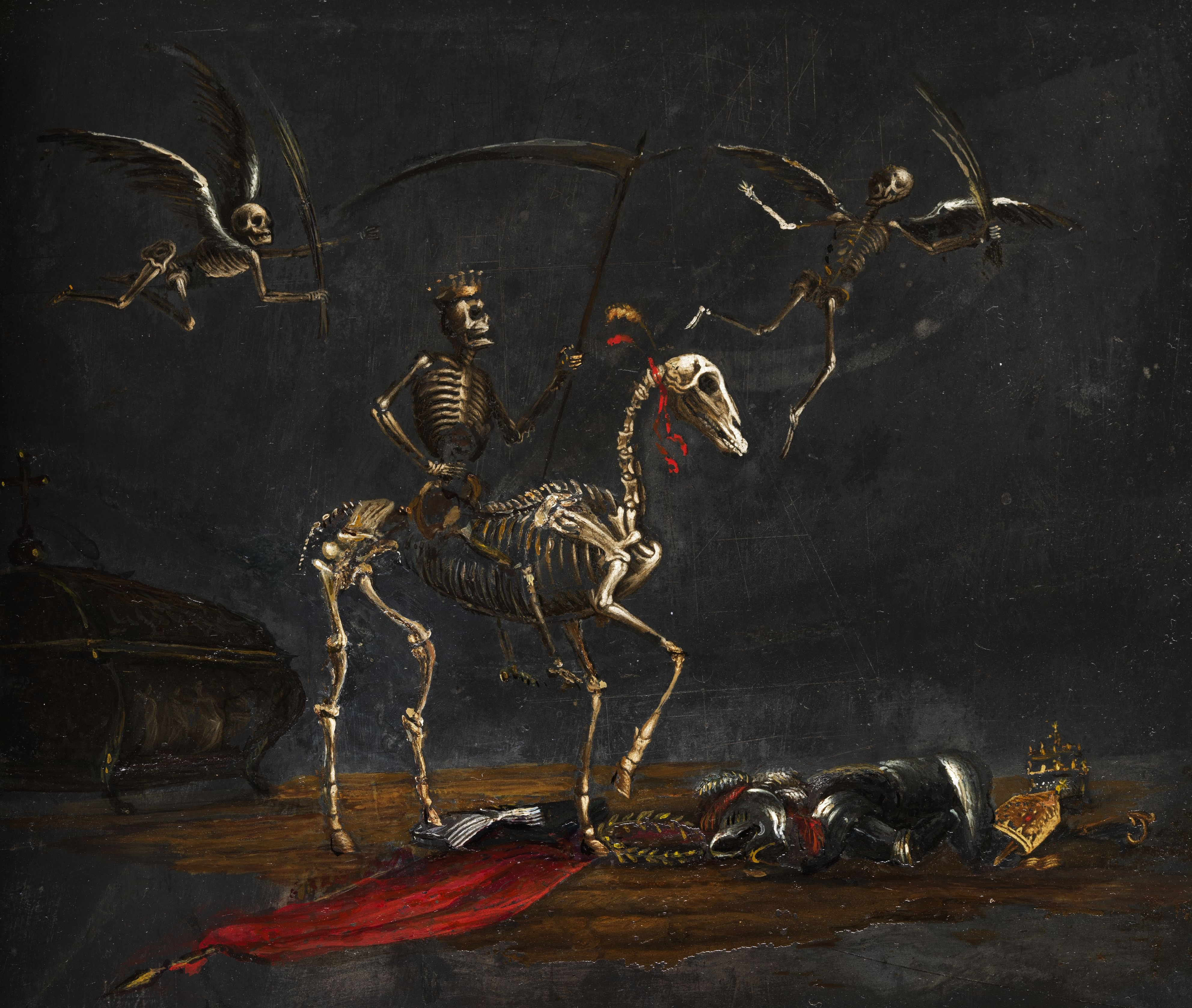
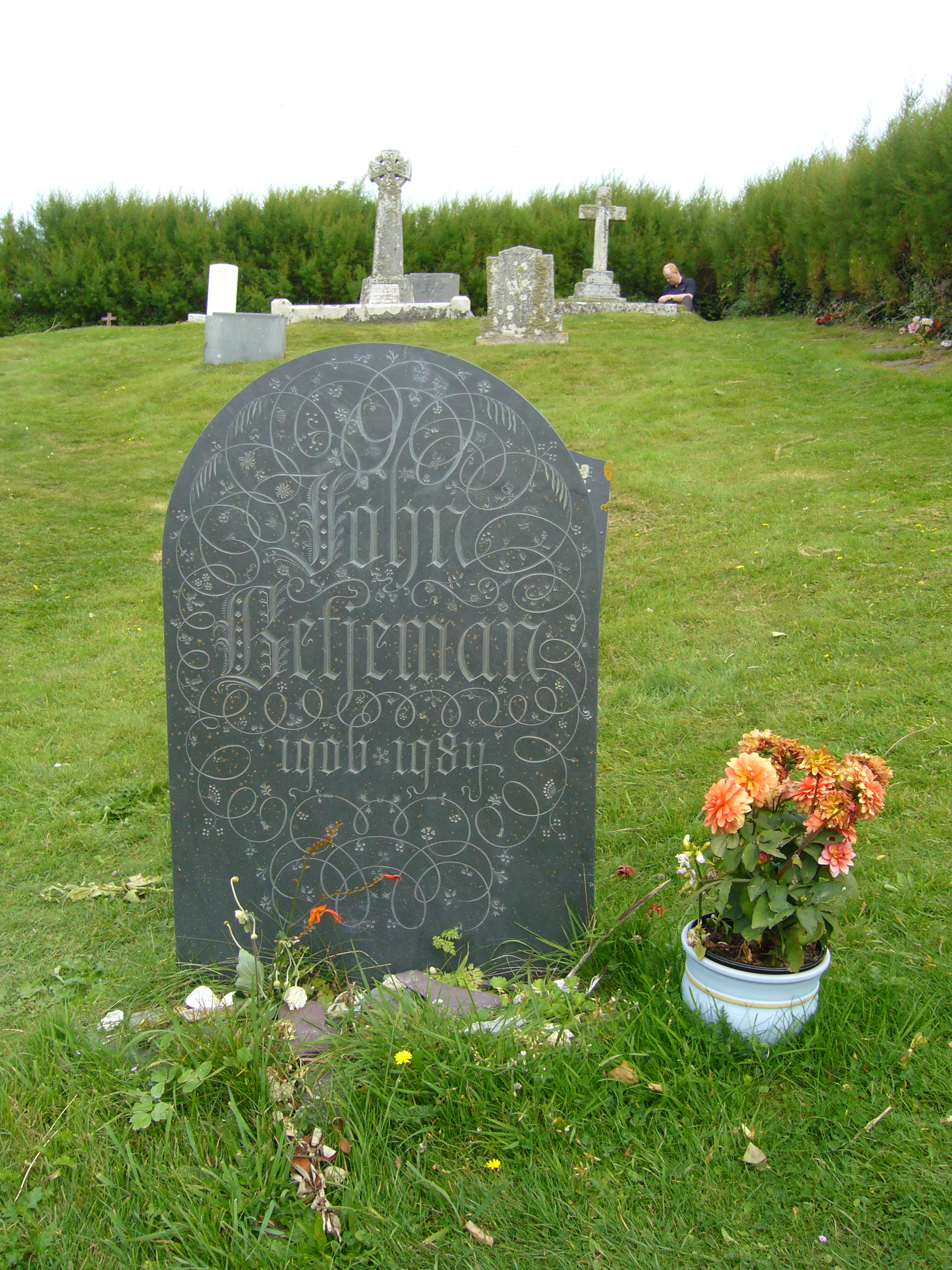

## اقرأ أيضا
- صخر رسوبي
- سجيل زيتي